# Jorge Ribolzi
Jorge Daniel Ribolzi (Ramos Mejía, Provincia de Buenos Aires, Argentina, 25 de enero de 1953) conocido por su apodo «El Ruso», es un exfutbolista y entrenador argentino que se desempeñaba en la posición de volante de creación.

## Trayectoria futbolística
Surgido de las inferiores del Club Atlético Atlanta, llegó al Club Atlético Boca Juniors en el año 1976, coincidiendo con el año de llegada de grandes figuras tales como el entrenador  Juan "Toto" Lorenzo,  los futbolistas Hugo Gatti y Ernesto Mastrángelo. En el club «xeneize» conquistó un total de cinco títulos. Entre los cuales se destacaron en el plano local los Torneo Metropolitano de 1976 y 1981 y el Torneo Nacional 1976. En el plano internacional conquistó la Copa Libertadores 1977, siendo esta la primera en la historia del club, además de la Copa Intercontinental 1977, siendo esta también la primera que obtendría Boca Juniors en su historia. Fue uno de los pilares del exitoso equipo que conquistaría cinco títulos en tan solo dos años.

## Trayectoria como entrenador
Se desempeñó además como ayudante de campo del entrenador Alfio "Coco" Basile en su paso por el Club Atlético Boca Juniors, en donde obtendrían un total de cinco títulos en dos años. Dichos títulos consisten en el Torneo Apertura 2005 y el Torneo Clausura 2006, en el plano local. Y la Recopa Sudamericana 2005, Copa Sudamericana 2005 y Recopa Sudamericana 2006, en el plano internacional.
Además tuvo la chance de dirigir al primer equipo en dos oportunidades, durante el año 2006. El primero de ellos fue un encuentro amistoso frente al Maccabi Tel Aviv Football Club de Israel, resultando un marcador favorable a Boca por 1 a 0 con gol de Martín Palermo. El segundo partido fue un 2 a 0 a Estudiantes de La Plata, esta vez de carácter oficial, correspondiente al Apertura 2006. En resumen, dirigió al primer equipo dos partidos, resultando dos triunfos, con tres goles a favor y cero en contra.

## Clubes

### Como futbolista
| Club                  | País      | Año       |
| --------------------- | --------- | --------- |
| Atlanta               | Argentina | 1972−1975 |
| Boca Juniors          | Argentina | 1976−1978 |
| Deportivo La Coruña   | España    | 1978      |
| Belgrano de Córdoba   | Argentina | 1979      |
| Boca Juniors          | Argentina | 1980−1981 |
| Atlanta               | Argentina | 1982      |
| Unión Magdalena       | Colombia  | 1983      |
| Ferro de General Pico | Argentina | 1984      |

### Como ayudante de campo
| Club                | País      | Año       |
| ------------------- | --------- | --------- |
| Boca Juniors        | Argentina | 1986-1987 |
| Boca Juniors        | Argentina | 2005-2006 |
| Selección Argentina | Argentina | 2007      |

### Como entrenador
| Club              | País      | Año       |
| ----------------- | --------- | --------- |
| Atlanta           | Argentina | 1999−2000 |
| Newell's Old Boys | Argentina | 2000−2001 |
| Boca Juniors      | Argentina | 2006      |

## Palmarés

### Como jugador

#### Campeonatos nacionales
| Título           | Club         | País      | Año    |
| ---------------- | ------------ | --------- | ------ |
| Primera División | Boca Juniors | Argentina | M-1976 |
| Primera División | Boca Juniors | Argentina | N-1976 |
| Primera División | Boca Juniors | Argentina | M-1981 |

#### Campeonatos internacionales
| Título                | Club         | Sede final | Año  |
| --------------------- | ------------ | ---------- | ---- |
| Copa Libertadores     | Boca Juniors | Uruguay    | 1977 |
| Copa Intercontinental | Boca Juniors | Alemania   | 1977 |

### Como ayudante de campo

#### Campeonatos nacionales
| Título                    | Entrenador     | Club         | País      | Año    |
| ------------------------- | -------------- | ------------ | --------- | ------ |
| Liguilla Pre Libertadores | Mario Zanabria | Boca Juniors | Argentina | 1986   |
| Primera División          | Alfio Basile   | Boca Juniors | Argentina | A-2005 |
| Primera División          | Alfio Basile   | Boca Juniors | Argentina | C-2006 |

#### Campeonatos internacionales
| Título              | Entrenador   | Club         | Sede final | Año  |
| ------------------- | ------------ | ------------ | ---------- | ---- |
| Recopa Sudamericana | Alfio Basile | Boca Juniors | Colombia   | 2005 |
| Copa Sudamericana   | Alfio Basile | Boca Juniors | Argentina  | 2005 |
| Recopa Sudamericana | Alfio Basile | Boca Juniors | Brasil     | 2006 |